# João Cardoso de Castro
João Cardoso de Castro (Niterói, 15 de outubro de 1914 – 25 de junho de 2001) foi um médico brasileiro.
Graduado em medicina pela Faculdade Nacional de Medicina da Universidade do Brasil em 1937. Foi eleito membro da Academia Nacional de Medicina em 1970, sucedendo Mário Negreiros Pardal na Cadeira 74, que tem Arnaldo de Morais como patrono.